# Charlie Chan e la città al buio
Charlie Chan e la città al buio (Charlie Chan in City in Darkness) è un film del 1939 diretto da Herbert I. Leeds e basato sul personaggio di Charlie Chan, ispettore cinese della polizia di Honolulu, interpretato dall'attore Sidney Toler.

## Trama
Il 28 settembre 1938, le grandi potenze europee sono sull'orlo della guerra, e Parigi è immersa nell'oscurità totale nel timore di un attacco aereo. Proprio a Parigi Charlie Chan, partecipa al ventesimo anniversario della fine del primo conflitto mondiale, organizzato dall'Intelligence Service. E qui viene coinvolto in un caso di omicidio quando Petroff, un ricco esportatore, viene ucciso.
Le indagini vengono condotte insieme al vice prefetto Marcel Spivak,ed arrivano a restringere la lista dei sospetti a Tony Madero, un uomo che Petroff aveva incastrato per contrasti di lavoro, a sua moglie Marie Dubon; al trio Alex, Max, e Lola, tre ladri che avevano fatto irruzione in casa di Petroff quella notte; a Belescu, socio in affari di Petroff; a Louis Santelle, un losco individue che traffica in passaporti falsi; e Antoine, maggiordomo francese di Petroff.
Chan scopre che Petroff era morto mentre dettava un telegramma di sdoganamento per un carico speciale.  Il detective si rende conto che Petroff era un agente straniero che trafficava in munizioni con un potenziale nemico della Francia.  Chan poi arriva a Belescu ed a Charlotte Ronnell, a capo di un'organizzazione di spionaggio che stava spedendo munizioni al nemico.  Un inseguimento ad alta velocità porta a un aeroporto dove, mentre cerca di fuggire all'estero, Charlotte muore nello schianto del velivolo in fase di decollo.
Tornato al quartier generale della polizia, Antoine ammette che fu lui a uccidere Petroff durante una lotta dopo che Antoine aveva scoperto che quest'ultimo stava spedendo armi al nemico, un nemico contro il quale suo figlio avrebbe presto combattuto. Dopo che il Prefetto di Polizia Romaine dichiara che Antoine riceverà la croce di guerra per il suo servizio al suo paese, Romaine riceve la notizia della conferenza di pace di Monaco e annuncia giubilante che non ci sarà alcuna guerra.  Profeticamente, Charlie Chan afferma: "Confucio ha detto: 'Sta attento al ragno che invita mosca a casa sua'.

## Produzione
Le riprese si avviarono il 6 luglio del 1939, la prima si tenne il 15 novembre 1939 ad Hollywood, e la distribuzione alle sale avvenne a partire dal 1º dicembre 1939.

## Curiosità
In questo film sono frequenti i riferimenti alla conferenza di Monaco del settembre 1938. Nelle prime immagini si citano esplicitamente personaggi storici come Adolf Hitler, Benito Mussolini, Edward Benes (allora presidente della Cecoslovacchia) e Neville Chamberlain (allora primo ministro della Gran Bretagna).